# Guglielmo Epifani
Guglielmo Epifani (né le 24 mars 1950 à Rome, mort dans la même ville le 7 juin 2021) est une personnalité du monde syndical italien. Il dirige la Confédération générale italienne du travail (CGIL) de 2002 à 2010. Lors des élections générales italiennes de 2013, il est élu député du Parti démocrate en Campanie.

## Biographie
Diplômé de l'université de Rome « La Sapienza » (en philosophie, avec une thèse sur Anna Kuliscioff), il est inscrit à la CGIL depuis 1973. Membre du défunt Parti socialiste italien, il a fait un temps partie des Démocrates de gauche. Adjoint de Sergio Cofferati de 1994 à 2002, il le remplace depuis sa démission. Il est remplacé par Susanna Camusso.
Le 12 mai 2013, il est élu par 85 % des voix secrétaire national par l'assemblée nationale du Parti démocrate en remplacement de Pierluigi Bersani, démissionnaire,.

## Publications
- Il sindacato nella resistenza, Rome, Editrice sindacale italiana, 1975.
- Il valore sociale del lavoro. L'identità dei democratici di sinistra, avec Sergio Cofferati (a cura di), Rome, Ediesse, 2001.
- Non rassegnarsi al declino. Politiche industriali per competitività e sviluppo, avec Carla Cantone et les secrétaires des structures confédérales et de catégorie de la Cgil, Rome, Ediesse, 2005.
- Cent'anni dopo. Il sindacato dopo il sindacato, avec Vittorio Foa, Turin, Einaudi, 2006.